# Шарлен од Монака
Шарлен, кнегиња од Монака (фр. Charlène, la princesse de Monaco); рођена као Шарлин Линет Витсток (фр. Charlene Lynette Wittstock; Булавајо, 25. јануар 1978) је бивша јужноафричка пливачица и супруга Алберта II, тренутног кнеза Монака. Шарлин је представљала Јужноафричку Републику на Летњим олимпијским играма 2000. у Сиднеју, а из професионалног спорта повукла се 2007. године. Удајом за кнеза Алберта II, 1. јула 2011. постала је прва принцеза Монака од 1982, када је преминула Албертова мајка Грејс Кели.

## Порекло и детињство
Шарлин Витсток је немачког, енглеског и ирског порекла. Рођена је као Шарлин Линет Витсток 25. јануара 1978. у Булавају, Родезија (данашњи Зимбабве). Заједно са својом породицом се 1989. преселила у Бенони, у близини Јоханезбурга, Јужноафричка Република. Шарлинин отац Мајкл (рођен 1946) бави се трговином, а мајка Линет (рођена Хамберстоун; 1957) је некада професионално бавила скоковима у воду, а затим је постала тренер пливања. Шарлин има двојицу млађе браће, Герета (рођеног 1980) и Шона (рођеног 1983), који се такође баве трговином.

## Пливачка каријера
Шарлин је 2000. године учествовала на Летњим олимпијским играма у Сиднеју. Заједно са још три јужноафричке такмичарке, заузела је пето место у дисциплини штафета 4×100 метара. Две године касније освојила је шесто место на Светском првенству у пливању у малим базенима, у дисциплини двеста метара прсно. Те исте године, 2002, Шарлин се преселила из Дурбана у Преторију ради интензивнијих тренинга. И поред тога што је тренирала при Универзитету у Преторији, Шарлин никада није студирала, нити дипломирала. Након недостатака добрих резултата, 2005. се вратила у Дурбан и почела да ради са српским тренером Браниславом Ивковићем.
2007. Шарлин је поново постала првакиња Јужноафричке Републике у дисциплини педесет метара леђно. Планирала је да се такмичи на Летњим олимпијским играма 2008. у Пекингу и да се након тога опрости од професионалне каријере, али није успела да се квалификује. Она се претходно осамнаест месеци није такмичила због повреде и операције рамена. Иако је намеравала да се након ове повреде врати пливању, Шарлин је недавно изјавила како су „њени пливачки дани званично за њом, и како сада намерава да се посвети улози принцезе Монака“. 27. маја 2011, током одржавања Велике награде Монака, такмичења у Формули 1, организација Special Olympics именовала је Шарлин својим глобалним амбасадором. Том приликом Шарлин је објаснила колико цени улогу тог покрета „јер она сама добро зна да спорт може да промени живот“.

## Венчање и брак
Шарлин и кнез Алберт II од Монака упознали су се 2000. године у Монаку. Њих двоје су први пут виђени заједно на церемонији отварања Зимских олимпијских игара 2006. у Торину. Исте године, њих двоје су почели да живе заједно. Њихова веридба објављена је 23. јуна 2010. Иако је одгајана као протестант, Шарлин је због брака морала да пређе у римокатоличку веру. Такође је морала да савлада моначански и француски језик, као и правила европског дворског протокола. Шарлинин отац Мајкл тада је изјавио како ће се његова породица вероватно преселити у Монако, због растуће стопе криминала у Јужноафричкој Републици.
У недељи пре венчања, почеле су да круже разне гласине и Шарлининим покушајима да избегне брак. Неколико француских медија је објавило вест да је Шарлин покушала да побегне из Монака 28. јуна, дана када је наводно Алберт признао очинство над трећим ванбрачним дететом. Шарлин је наводно покушала да се укрца на авион на аеродрому у Ници, али ју је моначанска полиција пресрела и конфисковала јој пасош; Алберту и другим представницима палате требало је дуго да је убеде да остане. Шарлин је ове приче назвала „гнусним лажима насталим из љубоморе“.
Шарлин и Алберт венчали су се грађански 1. јула, а црквено 2. јула 2011. Иако је пар изгледао врло срећно и заљубљено, многи медији су Шарлинине сузе на црквеном венчању схватили као „знак туге и очаја“. Прве вечери свог брачног путовања у Јужноафричку Републику, пар је одсео у различитим хотелима, што је одмах подстакло гласине о брачном неслагању. Шарлинин отац Мајкл објаснио је да је Алберт одсео у другом хотелу јер је наредног јутра морао да присуствује састанку Међународног олимпијског комитета, чији је члан. Алберт и Шарлин оштро су порекли трачеве о брачној кризи. У августу, Шарлен се посветила реновирању кнежевске палате.

## Титуле
- Госпођица Шарлин Линет Витсток (25. јануар 1978 — 1. јул 2011)
- Њено Височанство кнегиња од Монака (1. јул 2011 — тренутно)

Шарленина пуна титула гласи Њено Узвишено Височанство кнегиња од Монака, војвоткиња од Валентоа, маркиза од Боа, грофица од Карлада, баронеса од Сан–Лоа, стотину и један пут дама. Удајом за кнеза Алберта примила је укупно стотину тридесет и осам титула, као и њена свекрва претходна књегиња Грејс Кели.

## Породица

### Родитељи
| име                       | слика | датум рођења |
| ------------------------- | ----- | ------------ |
| Мајкл Кенет Витсток       |       | 1946.        |
| Линет Хамбертстон Витсток |       | 1957.        |

### Супружник
| име            | слика | датум рођења   |
| -------------- | ----- | -------------- |
| Кнез Алберт II |       | 14. март 1958. |

### Деца
| име                 | слика | датум рођења       |
| ------------------- | ----- | ------------------ |
| Габријела од Монака |       | 10. децембар 2014. |
| Жак од Монака       |       | 10. децембар 2014. |